# Clap Vocalism
 (octobre 2024).
Si vous disposez d'ouvrages ou d'articles de référence ou si vous connaissez des sites web de qualité traitant du thème abordé ici, merci de compléter l'article en donnant les références utiles à sa vérifiabilité et en les liant à la section « Notes et références ».
Pour plus de détails, voir Fiche technique et Distribution.
Clap Vocalism, Ningen dōbutsuen (人間動物園) ou encore Human Zoo est un film d'animation de 2 minutes réalisé par Yōji Kuri datant de 1962.
En 1963, ce court métrage a remporté le prix du jury du festival d'animation d'Annecy et en 1965 le prix Noburō Ōfuji parmi les récompenses Mainichi. Pour ce dernier, l'œuvre est arrivée ex aequo avec Love, Isu, Aos et Fushigi na kusuri.

## Synopsis
Le film expose de courtes saynètes dans le cadre d'un zoo humain, dans un but critique de la condition animale.